# Upi (Philippines)
Pour les articles homonymes, voir Upi.
Upi est une localité de la province de Maguindanao, aux Philippines. En 2015, elle compte 53 583 habitants.